# Англо-французская война (1627—1629)
Англо-французская война 1627—1629 годов (фр. Guerre franco-anglaise (1627-1629)) — часть Тридцатилетней войны. Английская корона поддерживала французских гугенотов в их борьбе против королевских войск Людовика XIII. Боевые действия в основном проходили на море. 

## Предыстория
Конфликт последовал за крахом англо-французского альянса 1624 года, когда Англия пыталась найти во Франции союзника против растущей мощи Габсбургов: с приходом в 1624 году к власти кардинала Ришельё политика Франции пошла в другом направлении. В 1625 году Ришельё использовал английские корабли против гугенотов Сен-Мартен-де-Ре, что вызвало возмущение в Англии.
С 1625 года Ришельё начал бороться за строительство во Франции военно-морского флота. Так как Англии уже приходилось делить монополию на морскую торговлю с Испанией и Нидерландами, то фактически правивший Англией герцог Бекингем посчитал жизненно необходимым для Англии сорвать выполнение программы Ришельё в области морского строительства. В июне 1626 года во Францию был отправлен Уолтер Монтэгу, чтобы наладить контакты с мятежными дворянами, и с марта 1627 года он начал организовывать восстание во Франции. Планировалось, что как только во Франции вновь восстанут гугеноты во главе с герцогом Анри де Роганом и его братом Бенжаменом де Субизом, то английский флот придёт им на помощь.
Ришельё попытался нормализовать отношения с Лондоном, направив через Ла-Манш осенью 1626 года дипломатическую миссию во главе с маршалом Бассомпьером, но она не ликвидировала возраставшего напряжения во франко-английских отношениях. В ноябре 1626 года д’Эпернон захватил в Бордо английский флот с годовым запасом кларета на борту, спровоцировав ответный выпад Англии, приказавшей арестовать все французские корабли (многие из которых были захвачены в Ла-Манше). Ришельё пришёл к убеждению, что войны с Англией не избежать. Наиболее вероятным театром военных действий казалась Ла-Рошель, и потому он распорядился принять меры по усилению охраны Атлантического побережья Франции.

## Подготовка к войне
В дипломатическом плане Ришельё старался укрепить отношения с Соединёнными Провинциями, а также предотвратить заключение англо-испанского союза, в результате чего в январе-марте 1627 года Мадрид стал центром активного противоборства французской и английской дипломатий. В конце концов верх одержала дипломатия Ришельё, и 20 апреля 1627 года в Мадриде был заключён новый франко-испанский союз, предполагавший взаимное оказание помощи в случае войны с третьей державой (хотя эта держава прямо не называлась, всем было ясно, что речь шла об Англии).
Ришельё смотрел на вещи трезво, и многого от Мадридского договора не ждал, так как понимал, что в глубине души правительство Филиппа IV желало бы поражения Франции в возможной войне с Англией. Тем не менее, договор давал какие-то гарантии от совместного выступления двух держав против Франции. Французские гугеноты оценили Мадридский договор как прелюдию к новым гонениям против них со стороны центрального правительства.
В мае 1627 года Ришельё получил от своих шпионов информацию о том, что на английские корабли грузят зерно. Он сам сосредоточил в Пуату армию, генералом которой значился Гастон, брат короля, однако реальное командование осуществлял герцог Ангулемский. Было ясно, что действия англичан будут направлены против Ла-Рошели и расположенных у входа в её бухту островов Иль-де-Ре и Олерон. Ришельё организовал их оборону, выделяя на необходимые нужды собственные средства, и потратил в общей сложности около двух миллионов ливров, к которым он добавил четыре миллиона, собранных как частные пожертвования.

## Экспедиция к Иль-де-Ре
19 июня Бекингем отдал приказ об отправке в Ла-Рошель нескольких пехотных полков, ошибочно полагая, что там их ждёт радушный приём. Корабли должны были высадить гарнизон и отправиться дальше, чтобы освободить английские суда с грузом вина, стоявшие в Бордо. 27 июня флот Бекингема в составе 98 кораблей (из которых 74 были боевыми, а остальные везли припасы) вышел из Портсмута. На кораблях находился экспедиционный корпус численностью от 8 до 10 тысяч человек. Цель столь внушительной экспедиции официально объявлена не была, однако у Бекингема были совершенно определённые инструкции Карла I: захватить острова у входа в бухту Ла-Рошели и вызвать новый мятеж гугенотов.
О выходе английского флота в Париже стало известно 30 июня, немного позже был получен рапорт, что корабли уже стали видны из Бреста. Людовик XIII и Ришельё ещё 28 июня выехали из Парижа на юго-запад, но Людовик почувствовал сильное недомогание во время остановки в Вильруа, и Ришельё пришлось действовать самому. Чтобы освободить короля от забот и дать возможность Ришельё сосредоточиться на обороне побережья, рассмотрение общих вопросов было передано Марии Медичи, за военные приготовления стал отвечать Шомбер, а командование армией, нацеленной на Ла-Рошель, было передано герцогу Ангулемскому.
25 июля 1627 года английские корабли появились у берегов острова Иль-де-Ре, трёхтысячный гарнизон которого под командованием маршала де Туара был рассредоточен по двум фортам — Сен-Мартен и Ла-Пре. Не сумев отразить высадку десанта, губернатор острова был вынужден сосредоточить все силы в форте Сен-Мартен-де-Ре (Ла-Пре не был готов к обороне), который англичане взяли в кольцо.
В сентябре 1627 года с острова сумел пробраться на берег гонец, который доставил королю послание де Туара, гласившее, что без надлежащей поддержки гарнизон не сможет продержаться далее 8 октября. Ришельё приказал временно реквизировать все торговые суда, оказавшиеся на Атлантическом побережье Франции, вооружить их и отправить в район военных действий, а смельчаку-капитану, который сумеет доставить осаждённому гарнизону Сен-Мартена необходимое продовольствие, была обещана премия в сумме 30 тысяч ливров. 7 сентября, воспользовавшись высоким приливом, флот из 15 небольших судов с продовольствием вышел в путь, и тринадцать кораблей сумели прорваться к форту. Во время следующего высокого прилива, 7 октября, англичане были во всеоружии, но 25 судов из 30 всё равно вновь сумели прорваться к форту.
В английской армии моральный дух падал с каждым днём. Не хватало продовольствия, росло число больных. Чтобы встряхнуть своих солдат, Бекингем бросил их 20 октября на штурм Сен-Мартена, но потерпел неудачу, понеся значительные потери. Ришельё тем временем задумал смелый план переброски подкреплений на Иль-де-Ре с острова Олерон. Предупреждённые и напуганные англичане в ночь с 5 на 6 ноября предприняли ещё одну отчаянную попытку захватить форт Сен-Мартен, но вновь потерпели крупное поражение. На следующий день Бекингем поспешно эвакуировал свои войска. Большая часть снаряжения английского экспедиционного корпуса, лошади, 4 пушки и 44 брошенных англичанами при отступлении знамени достались французам.

## Экспедиции к Ла-Рошели
10 сентября 1627 года гугеноты Ла-Рошели начали боевые действия против королевской армии. 11 сентября в армию прибыл оправившийся от болезни Людовик XIII. Началась затянувшаяся на два с лишним года осада Ла-Рошели. В дополнение к укреплениям на суше Ришельё распорядился построить в бухте Ла-Рошели плотину, которая бы полностью блокировала город с моря. Строительство плотины началось 30 ноября 1627 года и закончилась в марте 1628 года.
8 мая 1628 года из Портсмута вышел английский флот в составе 53 кораблей, среди которых 20 были вспомогательными. Флотом командовал Уильям Фейлдинг, граф Денби, которому была поставлена задача: прорваться к Ла-Рошели и доставить осаждённым продовольствие. Подойдя к Ла-Рошели неделю спустя, Фейлдинг был шокирован: он, разумеется, слышал о какой-то плотине, возведённой по приказанию Ришельё, но не предполагал, что это так серьёзно. Так как пройти сквозь неё не было возможности, то он попытался разрушить плотину артиллерийским огнём, но обстрел не принёс ожидаемых результатов, зато французские батареи серьёзно беспокоили англичан. У одной из французских пушек, как простой канонир, стоял сам Людовик XIII.
16 мая Фейлдинг попытался поджечь и прорвать плотину брандером, но и эта попытка была сорвана французской артиллерией. Спустя два дня английский флот, к полному изумлению французов и к отчаянию защитников Ла-Рошели, вышел в открытое море и взял курс к берегам Англии. Мотивы поступка Фейлдинга до сих пор остаются загадкой для историков, выдвигаются самые разные версии — от неверно понятого приказа до подкупа агентами Ришельё.
Самолюбивый Карл I тут же приступил к снаряжению новой экспедиции, командовать которой вновь был назначен Бекингем. Однако намерения короля неожиданно встретили самое решительное сопротивление в английском обществе. Бекингема обвиняли в том, что он втягивает Карла I в рискованную и дорогостоящую авантюру. Начался откровенный саботаж готовящейся экспедиции; свою лепту в организацию этого саботажа вносили и французские агенты. Тем не менее в конце июля 1628 года Бекингем прибыл в Портсмут, чтобы лично возглавить подготовительные работы. С его приездом дело стало продвигаться успешно, но 23 августа он был убит английским пуританином Джоном Фельтоном.
17 сентября 1628 года флот, которым был назначен командовать Роберт Бертай, граф Линдси, покинул берега Англии и 28 сентября прибыл к Ла-Рошели. Очень быстро англичане убедились в прочности французских укреплений, кроме того у них было всего 6 тысяч пехотинцев против 20 тысяч человек французской королевской армии. В течение нескольких дней Бертай изучал обстановку, затем предпринял безуспешные попытки втянуть слабый французский флот в сражение, но в конечном счёте ему не осталось ничего иного, как последовать примеру Фейлдинга. 3 октября англичане начали обстрел плотины, пытаясь пробить в ней брешь. В ответ французская береговая артиллерия и орудия фортов острова Иль-де-Ре начали обстрел английских кораблей, Людовик XIII вновь превратился в старательного канонира. Только за один день артиллеристы с обеих сторон выпустили в общей сложности 5 тысяч ядер. 4 октября стрельба продолжилась с той же интенсивностью, причём преимущество французов было очевидным: они наносили англичанам ощутимый урон, в то время как те расходовали ядра для разрушения плотины, так и не преуспев в этом. Неудачей закончилась и попытка разрушить плотину с помощью брандеров.
Поняв, что у него нет никаких шансов выполнить поставленную задачу, Роберт Бертай, сделав всё от него зависящее, отправил к Ришельё парламентёра с просьбой к Людовику XIII от имени Карла I проявить снисхождение к его мятежным подданным — защитникам Ла-Рошели. При содействии Ришельё Бертай через своего представителя передал ларошельцам совет вступить в мирные переговоры с их законным сюзереном. Исполнив свой последний долг, Бертай приказал поднять паруса и взять курс к берегам Англии.

## Мир
После этих поражений Англия прекратила своё участие в Тридцатилетней войне, подписав в 1629 году мир с Францией, а в 1630 — с Испанией. Англия потеряла интерес к европейским делам, к большому разочарованию протестантских сил на континенте. В самой стране начал развиваться конфликт между королём и парламентом. Франция, напротив, увеличила свою мощь, и ее флот стал соперничать с английским.